# Parmotrema glaucocarpoides
Parmotrema glaucocarpoides är en lavart som först beskrevs av Alexander Zahlbruckner, och fick sitt nu gällande namn av Hale. Parmotrema glaucocarpoides ingår i släktet Parmotrema och familjen Parmeliaceae.   Inga underarter finns listade i Catalogue of Life.